# Alessandro Pardini
Alessandro Pardini (Brescia, 12 febbraio 1951) è un politico italiano.

## Biografia
Medico specializzato in cardiochirurgia, impegnato in politica con il Partito Democratico della Sinistra, viene candidato al Senato con i Progressisti nel marzo del 1994, senza risultare eletto. Nel novembre dello stesso anno diventa consigliere comunale a Brescia per il PDS, restando in carica fino al 1998.
Alle elezioni politiche del 1996 si ricandida al Senato con L'Ulivo e stavolta viene eletto, nel collegio uninominale di Brescia, con il 38,9%. Nel luglio del 2000 è fra i promotori dell'associazione Socialismo 2000 di Cesare Salvi. Termina il proprio mandato parlamentare nel 2001.